# Letrot Open des Regions - 5 ans
Letrot Open des Regions - 5 ans är ett travlopp för femåriga varmblodiga hingstar och ston som körs på Vincennesbanan i Paris i Frankrike varje år i december. Det är ett Grupp 3-lopp, det vill säga ett lopp av tredje högsta internationella klass. Loppet körs över distansen 2850 meter och förstapriset är 36 000 euro.
Under samma dag körs även motsvarande lopp för tre- och fyraåriga hästar Letrot Open des Regions - 3 ans och Letrot Open des Regions - 4 ans.

## Vinnare
| År   | Häst               | Efter              | Kusk                 | Tränare              | Tid    |
| ---- | ------------------ | ------------------ | -------------------- | -------------------- | ------ |
| 2024 | Jilord Viva        | Vulcain du Vivier  | Éric Raffin          | Julien Raffestin     | 1.12,8 |
| 2023 | Indy Dark          | Ready Cash         | Benjamin Rochard     | Jean Francois Mary   | 1.13,8 |
| 2022 | Headscott          | Village Mystic     | Yoann Lebourgeois    | Alain Chavatte       | 1.13,3 |
| 2021 | Ghost des Charrons | Up The Green       | Anthony Barrier      | Joris Filograsso     | 1.13,6 |
| 2020 | Favori de l'Iton   | Jasmin de Flore    | Éric Raffin          | Hughes Levesque      | 1.13,6 |
| 2019 | Echo de Chanlecy   | Quinoa du Gers     | Tony Le Beller       | Eric Gilles Blot     | 1.14,6 |
| 2018 | Diable d'Herfraie  | Jasmin de Flore    | David Thomain        | Jean Piérre Thomain  | 1.13,5 |
| 2017 | Comete Leman       | Neptune Leman      | Mathieu Mottier      | Yves Jean Le Bezvoet | 1.14,0 |
| 2016 | Banjo de la Noemi  | Flambeau des Pins  | Mathieu Mottier      | Philippe Boutin      | 1.14,0 |
| 2015 | Anzi des Liards    | Look de Star       | Romain Derieux       | David Bekaert        | 1.14,3 |
| 2014 | Volcan de Bellande | Magnificent Rodney | Sebastien Hardy      | Sebastien Hardy      | 1.15,9 |
| 2013 | Ustinof du Vivier  | Look de Star       | Yannick Alain Briand | Yannick Alain Briand | 1.14,7 |